# Khai thác thủy sản

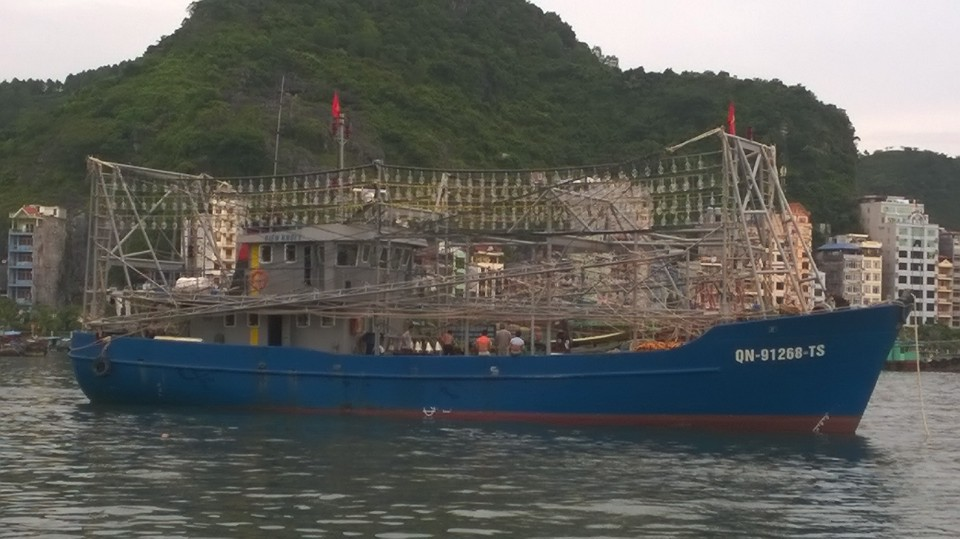
Một thuyền khai thác thủy sản trên biển

Khai thác thủy sản (đánh bắt thủy sản) là những hoạt động của con người (ngư dân) thông qua các ngư cụ, ngư thuyền và ngư pháp nhằm khai thác nguồn lợi thủy sản.

## Sản phẩm khai thác
Sản phẩm của khai thác thủy sản bao gồm:
- Thực phẩm cho tiêu thụ trực tiếp của con người.
- Con giống (giống bố mẹ, giống thương phẩm) cho nuôi trồng thủy sản;
- Con giống cho đánh bắt được tăng cường trên cơ sở nuôi trồng thủy sản - một động đem con giống nhân tạo thả vào các thủy vực tự nhiên (hồ chứa, sông ngòi và biển) để tăng sản lượng đánh bắt.
- Thức ăn cho chăn nuôi gia súc và nuôi trồng thủy sản.
- Sản phẩm trang sức như ngọc trai, san hô

## Bài liên quan
- Nguồn lợi thủy sản
- Nuôi trồng thủy sản